# Hydrodendron blackburni
Hydrodendron blackburni is een hydroïdpoliep uit de familie Haleciidae. De poliep komt uit het geslacht Hydrodendron. Hydrodendron blackburni werd in 1973 voor het eerst wetenschappelijk beschreven door Watson. 